# Mama He's Crazy
"Mama He's Crazy" är en sång skriven av Kenny O'Dell, och inspelad av The Judds. Den släpptes i april månad 1984, som andra singel ut från albumet Wynonna & Naomi. Den blev deras andra countryhit. Singeln toppade listan i en vecka, och tillbringade totalt 14 veckor på den amerikanska countrylistan.

## Andra inspelningar
- 1984 gjorde Pinkard & Bowden en parody vid namn "Mama She's Lazy". Den nådde 39:e platsen på countrylistorna.[2]
- 2007 spelade Jill Johnson in sången på albumet Music Row.[3]

## Listplaceringar
| Lista (1984)                       | Topplacering |
| ---------------------------------- | ------------ |
| Kanada, RPM Country Tracks         | 1            |
| USA, Billboard Hot Country Singles | 1            |

### Fotnoter
1. ↑  Whitburn, Joel (2004). The Billboard Book of Top 40 Country Hits: 1944-2006, Second edition. Record Research. sid. 184
2. ↑  Whitburn, Joel (2008). Hot Country Songs 1944 to 2008. Record Research, Inc. sid. 326. ISBN 0-89820-177-2. Läst 6 oktober 2009
3. ↑  ”Music Row”. Svensk dediedatabas. 17 mars 2007. http://smdb.kb.se/catalog/id/002206876. Läst 11 maj 2013.